# タンザニアの音楽

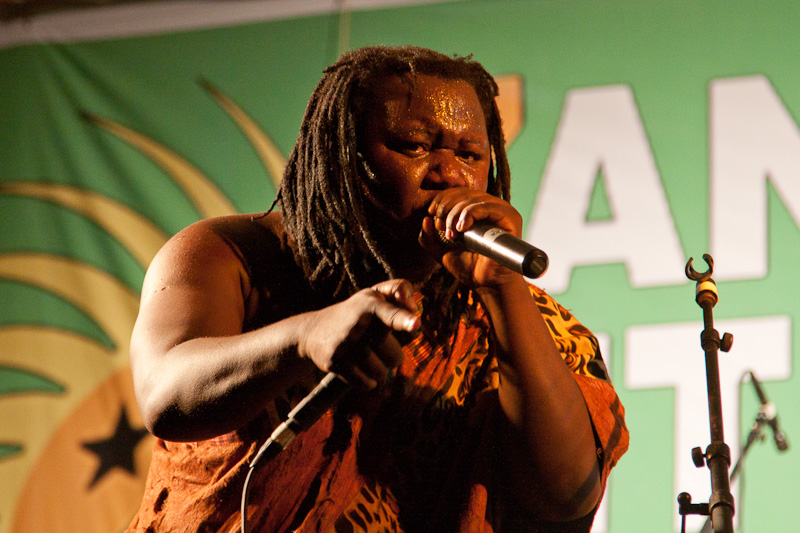
詩人ムリショ・ムポト

タンザニアの音楽（タンザニアのおんがく、Music of Tanzania）は、タンザニアで親しまれている音楽。
ただし他の国と同様に、常に変化を遂げており、場所、人、設定、機会によって異なる。
BASATAによって定義されたタンザニアの5つの音楽ジャンルは、ンゴマ、ダンシ、クワヤ（合唱）、およびタアラブであり、2001年にボンゴフレーバー（ボンゴ・フラバ）やシンゲリが追加された。

## 概要
シンゲリは2000年代半ば以降、ダルエスサラーム予定外コミュニティであるウスワヒリーニの非公式音楽であり、2020年以降では最新主流音楽ジャンルである。
ンゴマ (バンツ、ダンス、ドラム、イベントを意味する)  は、タンザニアで最も普及している伝統的なダンス・ミュージックである。ダンシはアーバン・ジャズまたはバンド・ミュージックである。タアラブはスワヒリ語の詩をバンド (通常はストリングス) に合わせて歌われ、常にではないが、聴衆はしばしば踊ったり拍手したりする。クワヤはもともと植民地時代に教会に限定されていた合唱音楽であるが、現在では教育、社会、政治イベントの世俗的な部分になっている。
ボンゴ・フラバは、1980年代後半に誕生した「新世代の音楽」を意味する、「muziki wa kizazi kipya」に由来する、2000年代初頭に生まれたタンザニアのポップ・ミュージックである。キザジ・キピヤの支配的な影響はレゲエ、 RnB 、およびヒップホップであり、後のボンゴ・フラバの支配的な影響はタアラブとダンシであった。ボンゴ・フラバに対する最近の3つの影響は、2010年代のアフロポップ、南アフリカのアマピアノ、タンザニアのである。シンゲリはンゴマの音楽とダンスで、女性が踊っている間MCがテンポの速いタあラブ音楽を200〜300ビート/分 (BPM)で演奏する。男性と女性のMCはほぼ同じように一般的であるが、MCの性別間のスタイルは通常大きく異なる。男性MCは通常、ペースの速いラップで演奏しますが、女性MCは通常クワヤを演奏する。
独立から1993年まで、すべての音楽の録音と配信は、主にRadio Tanzania Dar es Salaam (RTD) を通じて、BASATAによって厳密に管理されていた。タンザニアでは、当時、ンゴマ、タアラブ、クワヤ、ダンシの4つのジャンルのみが録音または放送を許可されていた。1993年の放送サービス法により、民間の放送ネットワークとレコーディング・スタジオが許可された。1993年の数年前に、ヒップホップはダルエスサラーム、アルーシャ、ムワンザである程度定着していた。ウズングニ発祥のヒップホップの英語公演から、インターナショナルスクールのあるオイスターベイやマサキなどの豊かな地域、国外、および残りの五大湖地域、そしてウスワヒリニ発祥のキザジ・キピヤのスワヒリ語公演へと移行していた。

## ンゴマ (ダンス)

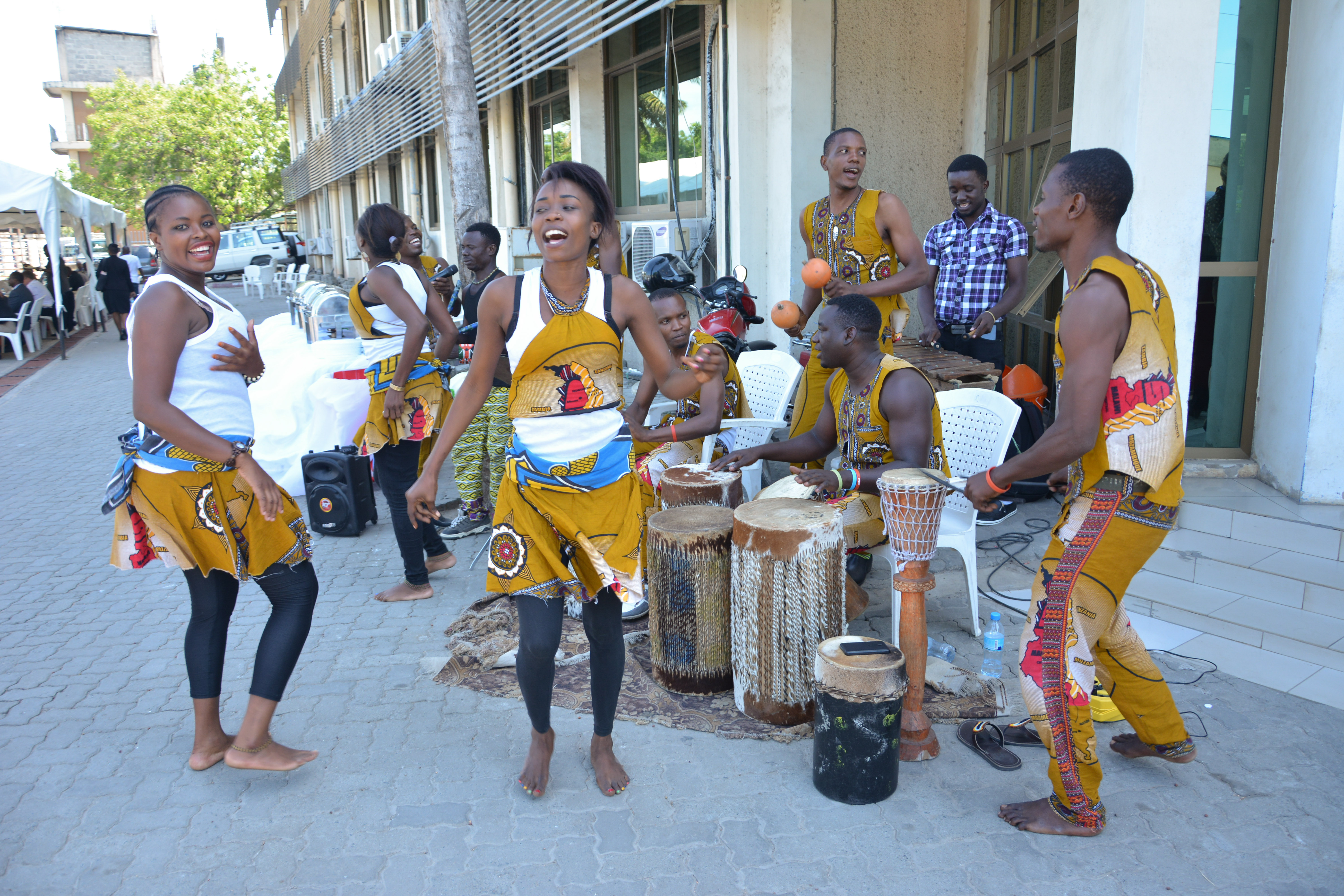
タンザニア・ンゴマグループ

ンゴマ（Ngoma） (バンツ、ダンス、太鼓、お祝いを意味する)  は、東アフリカと南アフリカの音楽、ダンス、楽器のスタイルであるが、タンザニアや他のスワヒリ地域では、お祝い、儀式、または出産や愛する人の死去などの人生の重要なイベントも指す。伝統的なンゴマ・ダンスでは、腰の動きが際立っている。また、使用される楽器は多種多様であるが、最も注目すべきはドラムの使用である。アンブロコイのマサイ族の踊りやリギフのワンゴニ族の踊りなど、楽器を使わずに歌と踊りだけを行う場合もある。これらは通常、ジャンプとストンピングのダンスであり、リズムを提供し、たくさんの歌を歌っている。
歴史的に、ンゴマは世代から世代へと受け継がれてきたため、主に「伝統的」であったが、植民地時代には「邪悪」で「原始的」であるため禁止されていた。最近では、特に1985年以降、これは変化しており、ンゴマはより現代的になり、流動的または創造的になっている。社会的な理由か新しい経済的現実かを問わず、今日、年長者が若者にンゴマを教える機会はますます少なくなっている。それにもかかわらず、ンゴマは依然として人気がある。多くの場合、若者は、さまざまな人、部族、場所、ボンゴ フラバなどの他のスタイルの音楽など、さまざまなソースからさまざまなダンスについて学べることを取り入れて、これらすべてのインスピレーションを新しい形のダンスに組み合わせている。これは年長者と若者の間の世代間の憤りの源であり、年長者は若者のンゴマの信憑性の欠如に腹を立て、若者は年長者のように本物のンゴマを決して教えられないことに腹を立てている。過去40年間に、このような伝統的な性質のンゴマの喪失が存在したが、現代的な楽器の使用を含む、現代的なジャンルへと進化した。伝統的なンゴマの楽器の多くは、狩猟が非合法化され、多くの楽器に必要な材料へのアクセスが妨げられているため、もはや使用できない。その結果、ギターなどの最新の楽器だけでなく、マイク、アンプ、キーボードなどの電子機器も使用される。
新しいスタイルが生まれている例として、イリンガ町のUMATI劇団がある。彼らは、タンザニア南部のリンガンジュムとシンディンバ、海岸のムドゥンディコ、カゲラのアカシンボを組み合わせ、ボンゴフラバの動きを取り入れて独自のダンスを作成した。ボンゴ・フラバが経済的および商業的理由から、性別を問わず幅広い聴衆にアピールするように設計されているのとほぼ同じように、現代のンゴマはしばしば同じことを行う。 UMATIのダンスには、幅広い地理的範囲のダンスが組み込まれているが、高齢者にアピールできる伝統的なンゴマのインスピレーションと、若者にアピールできるボンゴ・フレーバーのインスピレーションも組み込まれている。

## タアラブ（詩）

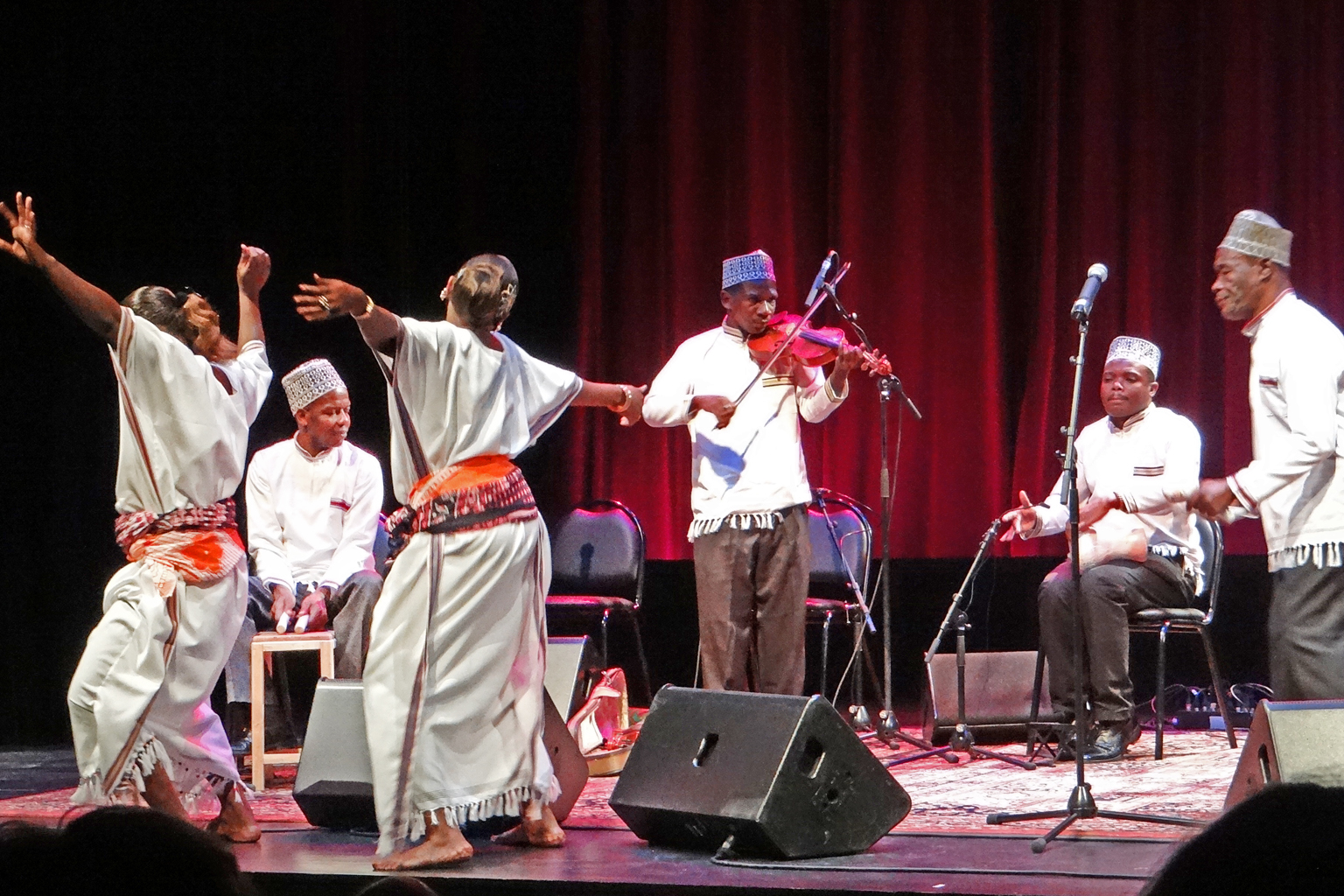
フランスのパリで演奏するザンジバルのキタラ管弦楽団によるタアラブ公演

タアラブ（Taarab）は、タンザニアとケニアで人気のある音楽ジャンルである。通常は愛について歌われたスワヒリ語の詩で構成されるステージで演奏される音楽であり、典型的には弦楽器に重きを置いたバンドが伴奏する。今日、聴衆はダンス、歓声、または拍手に参加し、時には歌ったり、必要に応じてパフォーマーに報酬を与えたりしている。タアラブ音楽は、1830年代頃にザンジバル島で最初にスワヒリ音楽として生まれ、本土の五大湖、北アフリカ(特にエジプトの楽器)、アラビア、インド亜大陸の音楽的伝統の影響を受けた。タアラブは1920年代に本土および近隣諸国に広がり、1928年にこのジャンルの最初のスターであるシティ・ビンティ・サードの出現により有名になった。ムジキ・ワ・ダンシ (ジャズ) が台頭する前は、タアラブは通常、座って注意深い聴衆によって取り上げられていた。世界大戦後、さらに独立後は、観客は踊り、拍手、歌で参加する。叙情的に、1950年代の独立運動につながり、その最中に、ターラブは政治に取り組み始めた。

## クワヤ（合唱団）
クワヤ（Kwaya）は合唱団であり、タンザニアの生活の大部分を占めている。学校、教会、さらには政治集会などのイベントでも実践されている。クワヤはもともと、ヨーロッパ人によってタンガニーカにもたらされた純粋なヨーロッパの音楽形式であり、通常はヨーロッパの言語でヨーロッパの楽器のみを伴奏として教会で練習されていた。グレゴリー・バーツは、タンザニアでのクワヤの植民地使用について「土地と人々、身体と精神の植民地化と支配に使用される最も高度に発達したツールの1つ」と説明している。
1961年の独立後、TANU政府は、国家のアイデンティティを確立し、教育とウジャマーを促進するという世俗的な目的でクワヤが有用であることを理解した。新しい国のためにTANUが最初に行った行動の1つは、当時学校がなかったため、識字率が5%未満だった人口を教育するための学校を設立することであった。TANUは教育システムを作り、すべての村と近隣に学校を建設し、クワヤを今日の教育の手段とすることを選択した。これは大成功を収め、タンザニアの識字率は独立後18年で80%に達しました。クワヤの一団と並んでTANUはンゴンジェラを作成し、促進した。これは、通常TANU党のための対話、討論、および賞賛としての詩の一形態である。1985年以降、今日に至るまで、クワヤは特に学校や教会で広く普及しており、他の形式の音楽にも強力な影響を与えている。 クワヤが初期の宗教生活で果たし続けている中心的な役割は、タンザニアで非常に影響力のある音楽にするのに役立った。ほとんどの歌手は幼い頃に合唱団で歌う方法を学び、クワヤは他の形式の音楽、特に非常に人気のある現代のボンゴ フラバで頻繁に取り上げられている。

## Dansi (ジャズ / バンド)
ダンシ（Dansi）は、踊る聴衆のために演奏されるジャズまたはバンド音楽の一形態。ベルギー領コンゴの大きな影響を受け、キングズ・アフリカン・ライフルなどの兵士が戻ってくると、スタイル、行進曲、楽器に関する新しい音楽的アイデアが人気を博た。これらの新しいアイデアにより、ダルエスサラーム、タンガ、ウジジ、モロゴロ、タボラなどの多くの都市でダンスクラブが開かれ、非常に人気が高まっている。独立後、TANU (後のCCM )の単一政党政府は、ニエレレ大統領が定めたように、音楽をタンザニアのナショナリズム的アイデンティティの中心的な側面として位置付けた。ムワリム・ニエレレは、1962年の就任演説で、西洋の伝統よりもアフリカの伝統に焦点を当て、ムジキ・ワ・ダンシに対してンゴマを対比させたと語った。
| 「 | "我々が学校にいたとき、我々はヨーロッパ人の歌を歌うように教えられた. ワニャムウェジやワヘヘの歌を教えられたのは何人いるか？ 我々の多くは、「ルンバ」や「チャチャチャ」を「ロックンロール」や「ツイスト」に合わせて踊ることを学んた。ゴンベ・スグ、マンガラ、コンゲ、ニャング・ウルミ、キデュオ、またはレレ・ママについて聞いたことがあるか? ...そして、私たちは踊ったりピアノを弾いたりするが、そのダンスはどれくらいの頻度で...実際にムガンダやゴンベスグを踊るのと同じようなスリルを私たちに与えてるか? 缶に入った小石？ 自分の血ではないダンスや音楽から本当の興奮を得るのは、誰にとっても難しいことである。" | 」 |

しかし実際には、芸術家、大衆、そして彼のTANU政府の両方が、新しい国家のためにナショナリズムとウジャマー(アフリカ社会主義)を確立し、促進するために、伝統的なダンスとモダン・ジャズの両方を受け入れ、使用し、組み合わせ、作成した。部族ごと、クラブごとに違いは常にあるが、タンザニアのダンス・ミュージックの性質が制限されることはめったになく、通常は多種多様なソースからインスピレーションを得ている。この例は、最も有名なタンザニアのミュージシャン、レミー・オンガラがマサイ族のドレスを着て演奏したときである。
タンザニアで最初にポピュラー音楽が流行したのは、キューバのルンバが広まった1930年代初頭であった。若いタンザニア人は、1932年に設立されたダルエスサラーム・ジャズ・バンドのようなダンス・クラブやバンドを組織した。当時の地元のバンドは金管楽器と打楽器を使用し、後に弦を追加した。モロゴロ・ジャズやタボラ・ジャズなどのバンドが結成された (名前にもかかわらず、これらのバンドはアメリカン・スタイルのジャズを演奏しなかった)。競技会は当たり前のことであり、先住民のンゴマ協会と植民地時代のベニブラスバンドの遺産であった。
タンザニアは、1960年代以降、アフリカ音楽とラテン音楽の影響を強く受けた。タンザニアの兵士は、第二次世界大戦から戻ったときに、キューバやヨーロッパの音楽だけでなく、これらの文化の音楽を持ち帰った。これらの音楽の影響は、タンザニアの人々を融合させ、団結させた。最終的に、国とその人々は独自のスタイルの音楽を作成した。 「スワヒリジャズ」と呼ばれるこのスタイルは、キューバ、ヨーロッパ、ラテン、アフリカの音楽のビートとスタイルをミックスしたものである。スワヒリ・ジャズは、タンザニアに国としての独立と一体感を与えた。
しかし、独立は1961年に行われ、3 年後には国の後援制度が確立され、以前のバンドのほとんどは崩壊した。ミュージシャンは通常の料金に加えて、ゲート収入の一部を受け取り、政府の部門で働いた。そのような最初のバンドは、タンザニアの国民連合のために働いていたヌタ・ジャズ・バンドである。
1970年代には、オーケストラ・サファリ・サウンドとオーケスター・マーキス・オリジナルによって一般化されたゆったりとしたサウンドが普及した。これらのグループは、「カマニョラ・ビラ・ジャショ」（汗をかかずにカマニョラを踊る）というモットーを採用した。侯爵はザイール南東部のルブンバシ出身で、70年代初頭にダルエスサラームに移住した。これは当時一般的な動きで、コンゴ盆地からスークースの要素をもたらした。 カサロ・キャンガは、人気のダンス・ソングである1985年のヒット曲「Karubandika」を作曲した。
60年代、70年代、80年代の人気バンドには、ダンシに電子楽器を初めて追加した (1987年) ヴィジャナジャズや、マイケル・イーノック率いるDDC ムリマニ・パーク・オーケストラなどがあります。ヒューゴ・キシマがムリマニ・パークからミュージシャンを誘い込み、1985年に大人気のオーケストラ・サファリ・サウンドを解散させ、インターナショナル・オーケストラ・サファリ・サウンドを結成したときのように、バンド間の競争は時々シーンに混乱をもたらした。インターナショナル・オーケストラ・サファリ・サウンドは一時的に人気があったが、オーケストラ・サファリ・サウンドは、1991年にバンドリーダーになったングザ・ヴァイキング (元maquis ) によって活性化された。この新しいグループは1年しか続かなかった。
タンザニアのダンスミュージックの最新順列はムチリクである。ガリ・クブワ、トーキョウ・ングマ、 アトミック・アドヴァンテージなどのバンドは、まばらなサウンドに4つのドラムとキーボードを使用するこのスタイルのパイオニアである。ラウドネスはスタイルにとって非常に重要であり、通常は時代遅れのスピーカーから発せられる。結果として生じるフィードバックは音楽の一部である。スタイルの原点はザラモのウェディングミュージックである。
サイダ・カロリは有名な伝統主義者タンザニアの女性歌手兼パフォーマーで、ハヤで歌う。カロリの音楽は、まろやかなボーカルと催眠術のようなリズミカルで自然であると説明されている。彼女の歌「Ndombol Ya Solo」または「Maria Salome」は、タンザニアとその周辺の国で大ヒットした。彼女は2005年と2006年のタンザニア音楽賞の最優秀フォーク・アルバム部門と最優秀女性ボーカリスト部門にノミネートされた。

### ムティンド
ムティンド (pl. mitindo ) は、単に特定のバンドで識別されるリズム、ダンス・スタイル、およびファッションであり、多くの場合、特定の地域または人々からのンゴマを指す。たとえば、シキンデはムリマニ・パーク・オーケストラと、ムソンドはジュワタ・ジャズ・バンドと、ヌデクレはオーケストラ・サファリ・サウンドと、ボンゴはレミー・オンガラと彼のオーケストラ・スーパー・マティミラと関連している。キャリアを通じて同じスタイルを維持するバンドもあれば、新しいメンバーや人気の好みで変化するバンドもあった。

## ボンゴ・フラバ (ポップ)

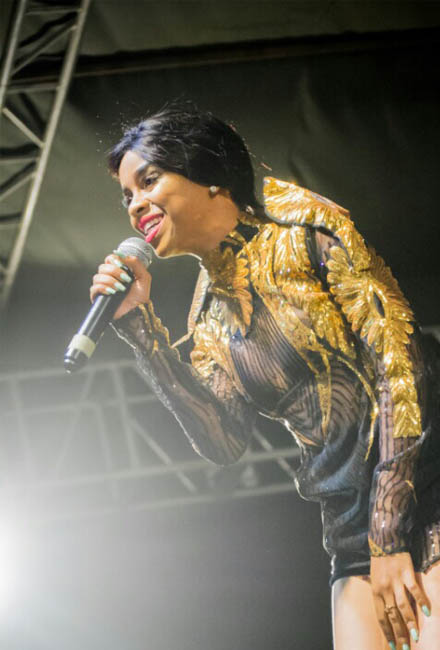
タンザニア・モシ出身の歌手、ナンディ

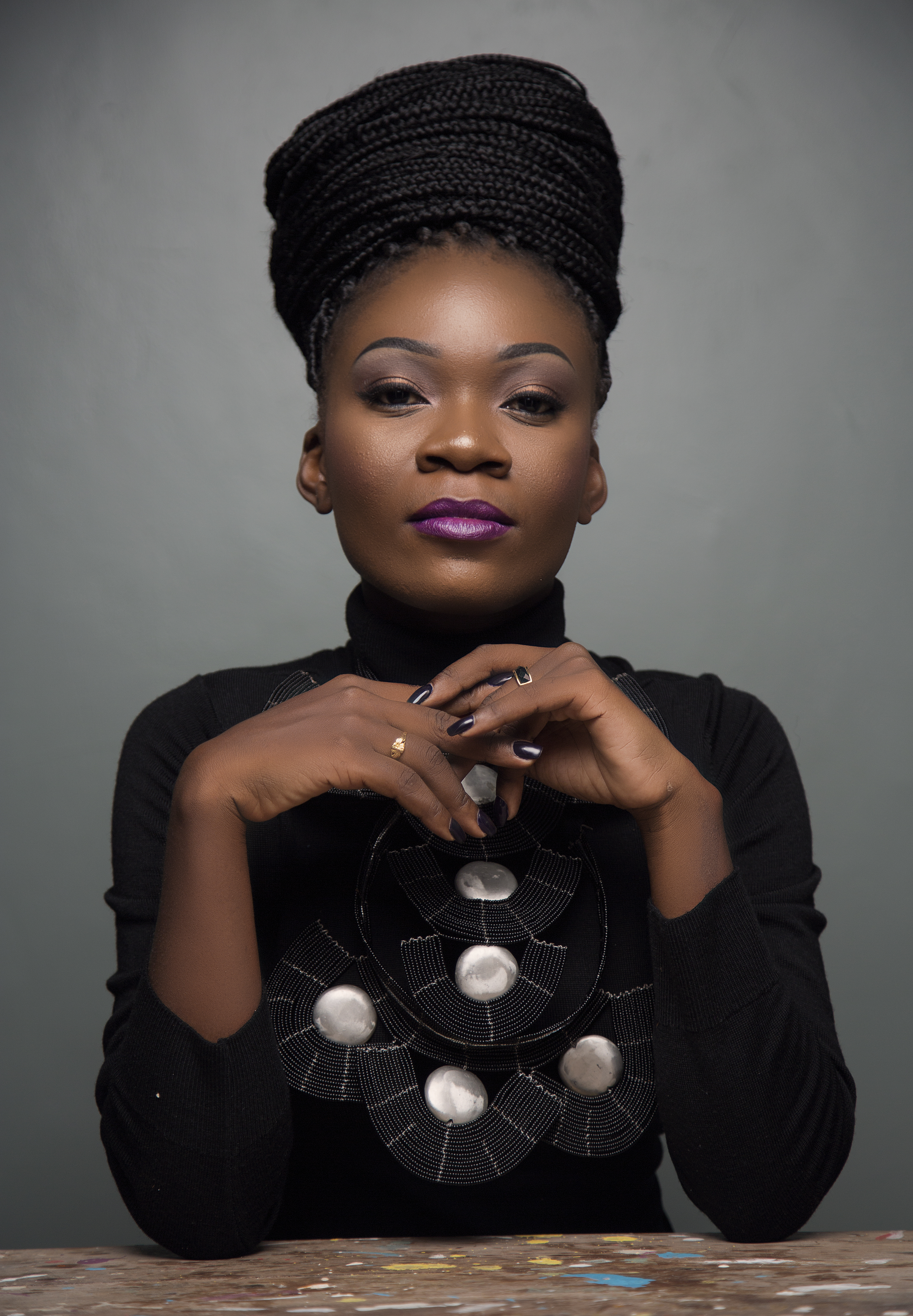
タンザニアの旧首都ダルエスサラーム出身のシンガーソングライター、Mwasiti

ボンゴ・フラバ（Bongo Flava）は、1990年代に開発されたタンザニアの新しいジャンルの1つで、フュージョン・ジャンルである。 80年代後半から90年代前半の「新世代の音楽」を意味する「ムジキはキザジキピヤ」の続きである。当初、ボンゴ・フラバは米国のヒップホップとレゲエの影響を強く受けており、タンザニアの音楽スタイルと融合していた。しかし今日では、そのサウンドは多少変化し、その中心点であるスワヒリ語で歌われる音楽から、さまざまな音楽文化やスタイルを含むように振動しており、ンゴマ、アフロビート、R&B、レゲトン、クワヤ、タアラブの融合と表現することができる。
タンザニアの音楽消費者の間の現在の傾向は、国際的なポピュラー音楽から、スワヒリ語で歌う地元のアーティストの製品を好む方向に変化し始めている。人気アーティストには、 ヴェネッサ・ムディ (Vee Money) 、ビル・ナス、ダイアモンド・プラチナムズ、ハーモナイズ、ジュックス、アリキバ、シェッタ、ベン・ポル、ラバ・ラバ、デューリー・サイクス、リッチ・マヴォコ、レイヴァニー、ナンディが含まれる。最も有名なプロデューサーには、チュッド・トーマス Thomas、メセン・セレクタ、ナーリール、 S2キズィーとヨゴビーツなどがある。
ボンゴ・フラバの成功に貢献した重要な側面の1つは、同じ曲の中でも非常に多種多様なすべての音楽タイプを使用できることである。モロゴロで実施された調査で、タンザニア人に好きな音楽の種類を尋ねたところ、女性の4分の3、男性の5分の4がボンゴ・フラバと答えました。しかし、ボンゴ・フラバ以降、男性と女性のリスニング習慣の違いは大きく異なり、女性はクワヤを好み、男性は外国のヒップホップを好んだ。

### 語源
ボンゴ・フレーバーの名前「ボンゴ」はスワヒリ語に由来し、通常は頭脳、知性、賢さを意味するが、精神的に混乱していることも意味する。ボンゴは、ブレインランドのスワヒリ語であるウボンゴの増補形である。フラバはフレーバーのスワヒリ語である。ウボンゴはもともと使われていた用語で、タンザニアでは今でも使われている、ダル・エス・サラーム市を指す言葉である。タンザニア以外では、ウボンゴはしばしばタンザニアを指す。用語としてのウボンゴは、70年代の世界的な燃料ショックとウガンダに対するカゲラ戦争の両方に続く非常に困難な時期に、70年代後半のニエレレ大統領の演説に端を発している。ムワリム・ニエレレは、タンザニアが直面している困難な課題を克服できるのは、頭脳を使用する国 (ブレインランドにスワヒ・ウボンゴを使用) だけであると述べた。残念なことに、タンザニアの状況はさらに悪化し、1980年代初頭までに、ダルエスサラームは主にJua Kali (暑い太陽/世界が回転している/めまい) という名前だけでなく、 Ubongoとも呼ばれていた。ウボンゴという言葉は、ダルエスサラームで生き残るには頭脳と優雅さが必要であると同時に、精神的に混乱した人々でいっぱいだったという両方を巧妙に表現するために使用されていた。
1981年、ミュージシャンのレミー・オンガラがマティミラというバンドを結成。各バンドには独自のムティンド(スタイル/ファッション) があり、レミー・オンガラのバンド、マティミラは彼らのムティンドを「ボンゴ」と名付けた。レミー・オンガラは、タンザニアでこれまでで最も有名なミュージシャンになり、英国の歌手ピーター・ガブリエルと協力して世界的な名声を博した。

### キザジ・キピヤ
1991年、タンザニアは「ヨ・ラップ・ボナンザ」と呼ばれるヒップホップ・コンテストを主催した。ほとんどのラッパーがアメリカの歌を一言一句演奏していたが。タンザニア人のサーレ・アジャブリは、バニラ・アイスの「アイス・アイス・ベイビー」を基にした曲にスワヒリ語の歌詞を書き、コンテストで優勝した。ダルエスサラームのクワンザ・ユニットは、タンザニア初のヒップホップ・クルーですが、技術的な制限により商業的な成功が妨げられた。 ミスターIIとジュマ・ネイチャーはタンザニアで最も有名なラッパーである。ミスターII（当時2-PROUD）の「ニミミ」（1995年）は、この分野では初の大ヒット。 Xプラスターズのようなグループは、アメリカン・スタイルのヒップホップから離れ、マサイ族のボーカル・スタイルやその他のタンザニア音楽を取り入れている。タンザニアのヒップホップは、ボンゴ・フラバと呼ばれることがよくある。
タンザニアの都市部の若者は、世界のヒップホップ・ミュージックを吸収し、独自のバリエーションを生み出した。1990年代にタンザニアのメディア化が進むにつれて、タンザニアの都市部の若者はヒップホップ音楽にアクセスしやすくなり、音楽だけでなくファッション、食べ物、ダンス、スポーツにおいても、タンザニアの都市部でグローバルな文化の取り込みがより一般的になり、目に見えるようになった。  ヒップホップは本質的に、タンザニアの都会の若者と若者に、自分自身を表現し、アイデンティティを形成する手段を提供してきた。たとえば、ムサフィリ(旅行者) の概念的アイデンティティ、スワヒリ語の伝承から借用した古典的な主題、ダル・ヒップホップで繰り返されるテーマなどである。タンザニアのヒップホップはアメリカのヒップホップの影響を受けているが、明らかにローカライズされている。アメリカのヒップホップは黒人の都会の若者の産物であり、人種の影響を強く受けているが、タンザニアのボンゴ・フラバは、西側世界にアクセスしやすい都市のわずかに裕福な地域に根付いた。さらに、タンザニアのヒップホップ・アーティストは、暴力よりも経済問題に重点を置いているという点で、自分たちをアメリカのアーティストとは異なると考えていた。飲酒、麻薬、女性に対する暴力、黒人を殺すアメリカの黒人、アフリカ人がおかしくならないように祈りながら。
2002年以前は、キザジ・キピヤとそのファンは、キフニ(フーリガン、トラブル・メーカー、ドラッグの文化)と見なされていた。 2002年にジェイ教授が『血と汗と涙』をリリースしたことで、ボンゴ・フラバは広く受け入れられ、人気を博した。プロフェッサー・ジェイズの画期的なアルバムには、社会の若者と年長者の両方に共鳴し、つながりを持ったメッセージが含まれていた。 「Ndio Mzee」 (イエス・エルダー)や「Siyo Mzee」 (ノー・エルダー)などの曲は、敬意と意義を持ちながら、政治的で面白いものであった。「Ndio Mzee」は2002年にベスト・シングルを獲得した。アルバム全体と並んで、ボンゴ・フラバの受容と普及において最も重要で過渡的な瞬間の1つであり続けている。

### ヒップホップ
今日のタンザニアのヒップホップは、主にボンゴ・フラバの一種である。ダルエスサラームはタンザニアと東アフリカのボンゴフラバの中心であり、独自の巨大なヒップホップの存在感を持っているが、アルーシャはタンザニアのヒップホップの中心と見なされており、全体として、東アフリカのヒップホップで非常に大きく重要な存在感を持っている。多くの国連、アフリカ連合、東アフリカ共同体、および多くの国際NGO本部の本拠地である非常に重要な国際都市として、Grandmaster Recordsのように2000年以来都市を率いてきた多くの進歩的な組織と有力なスタジオとともに、大きな国際的存在感が存在した。アルーシャとその音楽シーンは、フェスティバル、コミュニティ・センター、若者組織によって栄えてきた。Okoa Mtaa Foundationは、最も重要で影響力のある若者組織であり、ヒップホップ フェスティバルを開催している。 Okoa Mtaa は、元々ブラック・パンサー党によって設立され、アルーシャに拠点を置くUnited African Alliance Community Centerの影響を強く受けている。今日のその他の重要なヒップホップ集団は、Ujamaa Hip HopとTamaduni Muzikである。
タンザニア北部のアルーシャ市にはヒップホップ アーティストとファンが大勢いるため、今日では東アフリカのヒップホップの首都と呼ばれている。 チャバ、モー・プラス、フィドー・ヴァト、スパーク・ドッグ・マリック、JCB、ワテングァ、チンドakaウンブワックス、ドニー、ワドゥドゥ・ワ・ダンポ、ジャンボ・スクワッド、ナコ-ト-ナコ、ウェウシ、ナーリール など、多くのアーティストが参加している。タンザニアのヒップホップ ミュージックはこの都市から生まれた。タマドゥニ・ミュージック、キコシ・カジなどのヒップホップ・アーティストやクルー、フィド・q、ニッキ・ムビシ、p the mc、ディザスタ・ヴィーナ、ザイド、ワン・インクレディブル、メックス・コルテス、サイゴン、マンス・リー、ナッシュ・MC、6o'などのアーティストがいる。クロック、ゲットー・アンバサダー、ソンガ、ワカジ、アファンデ・セレ、スタミナ、ローマ、ジェイ・モー、プロフェッサー、チド・ベンツ、そしてカド・キテンゴ、マン・サイド、トキジック・ルヴなどの新進気鋭のアーティストは、ヒップホップの要素とオリジナリティを維持し、彼ら自身「ババ・ワ・ラップ」はラップの父であり、ダル・エス・サラーム出身で、キリンゲニ・ムササニ・クラブのようなフリースタイル・セッション・イベントが開催される。

## シンゲリ
シンゲリ（Singeli）は、2000年代半ばにダルエスサラーム北西部のキノンドニで発祥した音楽ジャンルで、2010年代後半からタンザニア全土に広がり、2020年から周辺の五大湖に広がった。シンゲリはンゴマの音楽とダンスで、女性が踊っている間、MCがテンポの速いタアラブ音楽を 200〜300ビート/分 (BPM)で演奏する。男性と女性のMCはほぼ同じように一般的であるが、MCの性別間のスタイルは通常大きく異なる。男性MCは通常、ペースの速いラップで演奏しますが、女性MCは通常クワヤを演奏する。
2000年代初頭、さまざまなウスワヒリニ語、特にマンゼーゼ語とタンデール語で、女性が他の女性の家族や友人のために、徹夜のパーティーを意味するvigodoroが組織され始めた。パーティーには、他の女性が来て踊るターラブ音楽のカセットテープを再生することが含まれていた。vigodoro パーティーが成長するにつれて、MC が来て、カセットで演奏するように招待された。ムサガ・スムはそのようなMCの1人であり、シンゲリの創設者と見なされている。

## その他の音楽

### 国歌
タンザニアの国歌はMungu Ibariki Africa (God Bless Africa) で、1897年に南アフリカの作曲家Enoch Sontongaによって作曲された。この曲はANCの公式歌であり、後に南アフリカの国歌となった。旋律はザンビアの国歌でもある。タンザニアでは、この国歌のためにスワヒリ語の歌詞が書かれた。植民地時代にさかのぼる別の愛国的な歌は、タンザニア、タンザニアである。

### レゲエ
ムバラカ・ムウィンシェヘはタンザニアで最も人気のある独創的なミュージシャンであり、コンゴ民主共和国（旧ザイール）から難民として入国し、居住したミュージシャンの流入も増えている。しかし近年、主に90年代半ばから、新しい世代のミュージシャンが台頭し、タンザニアの作曲によるポピュラーな曲を生み出している。 トワンガ・ペペタ(アフリカン・スターズ・バンド) のようなバンドは、タンザニア独自の新しいサウンドを作成した。
ジャー・キムブッテーは、1985 年にRoots and Cultureでキャリアをスタートさせた、タンザニア初のメジャーなレゲエ・スターである。タンザニアのレゲエ・ジャンルの新しいアーティストには、ジャム・ブラザーズとラス・イノセント・ニャニャグワが含まれる。
現在、ラス・ナスはタンザニアで最も有名なレゲエ ミュージシャンの1人と見なされている。ラス・ナスは、レゲエ、アフロ、ダブの詩を組み合わせたものである。多くのミュージシャンは、ホテルで演奏するバンドで働いており、通常はキーボードが主導し、ロックベースのサウンドが含まれている。

### ロック
最も国際的に有名なロック・ミュージシャンの1人、フレディ・マーキュリーは、ファルーク・バルサラという名前で、ザンジバルのストーン・タウンにあるインディアンパーシーコミュニティに生まれ、ザンジバル革命の後、イギリス、そして後にアラブの植民地支配を経てイギリスに移住した。彼は、ロック・ミュージックグループ、クイーンのリード・シンガー、ソングライター、インストルメンタリストとして世界的に有名になった。ただ、マーキュリー氏もバンドのクイーンも、タンザニアで演奏したことはない。彼らの唯一のアフリカでのパフォーマンスは、非常に物議を醸した1983年のワークス・ツアーであり、クイーンは国連制裁を無視し、アパルトヘイト下の南アフリカでパフォーマンスを行い、世界中のアーティストから広く非難された。バルサラ家のかつての家であったマーキュリー・ハウスは、2002年にザンジバルのストーン・タウンに土産物店としてオープンした。 2019年11月24日にフレディ マーキュリーの博物館としてオープンした。

## 音楽の配信とアクセス
FM ミュージック ステーションと手頃な制作スタジオの急増は、ダイアモンド・プラチナムズ、ハーモナイズ、ジュマ・ネイチャー、ナンディ、レイヴァニー、アリ・キバ、レディ・ジェイディー、ミスター・ナイス、エリジャ・エクス、 ミスターII、クール・ジェームズ、デューリー・サイクス、プロフェッサー・ジェイなどの現代アーティストと、この国と近隣諸国の音楽産業を大きく後押ししている。
タンザニアの音楽とイベントに関する詳細情報は、最近登場したさまざまなWebポータルで見つけることができる。タンザニアのインターネット技術の成長率は非常に高く、年間最大500%と推定されている。コンピュータのコストは依然として非常に高いため、多くのユーザーがインターネット・カフェやwork.naomba.comビジネス・ディレクトリ、tanzaniadirectory.info映画、スポーツ情報、アルーシャ地域情報などで接続を共有している。地域。 Digital Tanzaniaの音楽ダウンロードは、ほとんどが無料のダウンロードWebサイトや、iTunes、Google Musicなどの音楽プラットフォームによって行われている。